# ناحیه گواناک
ناحیه گواناک (کره‌ای: 관악구) یا گواناک گو یکی از ۲۵ نواحی سئول پایتخت کره جنوبی است. این ناحیه در بخش جنوبی سئول، هم‌مرز با آنیانگ، استان گیونگ‌گی قرار گرفته‌است. مرز جنوبی ناحیه گواناک، هم‌مرز با آنیانگ، از خط الراس سنگی گواناکسان (کوهستان گواناک) تشکیل شده‌است که بر جغرافیای محلی مسلط است.
ناحیه گواناک در اصل بخشی از شی‌هونگ، استان گیونگ‌گی بود که با گسترش سریع ناحیه پایتختی سئول و رشد جمعیت آن در دههٔ ۱۹۶۰، به سئول منتقل شد. ناحیه گواناک از ناحیه ناحیه یونگدونگپو تقسیم شده و در سال ۱۹۷۳ به عنوان یک ناحیه تأسیس شد و هم‌اکنون با ناحیه‌های سوچو، دونگجاک، گورو و گومچون همسایه است. این ناحیه شامل ۲۱ محله (دونگ) است و جمعیتی بالغ بر ۵۰۰٬۰۰۰ نفر دارد.

## خواهرخوانده
- داشینگ، پکن، چین
- تیشی، شنیانگ، چین
- کینگستون سلطنتی، لندن، بریتانیا
- شهرستان مونتگومری، پنسیلوانیا، ایالات متحده آمریکا